# New York Pizza
New York Pizza — российская сеть пиццерий быстрого обслуживания, основанная в 1996 году уроженцем американского города Миннеаполиса Эриком Шогреном. Ассортимент блюд представлен преимущественно пиццей, а также кесадийей, картофелем фри, молочными коктейлями, десертами и другими видами продукции. Более тридцати заведений компании находятся в двенадцати населённых пунктах России, в том числе Москве и Московской области. С 2010 года распространение ресторанных точек осуществляется посредством франчайзинга. Головной офис расположен в Новосибирске.

## История

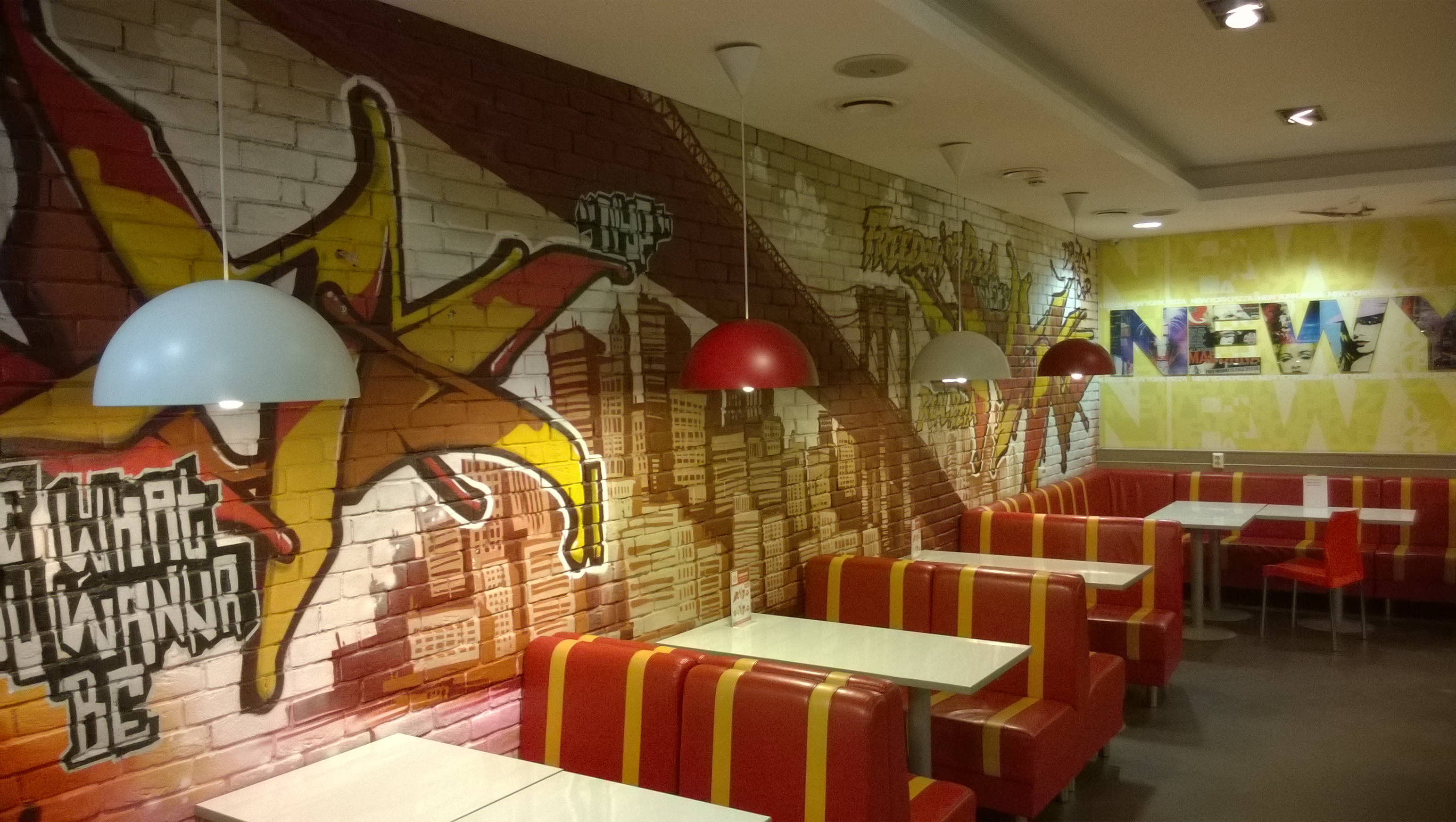
New York Pizza на улице Фрунзе, 4.

В 1996 году Эрик Шогрен и его жена Ольга основали компанию New York Pizza. На проспекте Димитрова в Новосибирске открывается первое круглосуточное заведение сети, рассчитанное на 75 мест. После месяца существования пиццерии количество сотрудников (вместе с шеф-поваром) составило 40 человек. Спустя несколько месяцев в городе открывается вторая пиццерия. На исходе 1996 года среднемесячный оборот двух заведений составил $150 000, количество работников увеличилось до восьмидесяти человек.
До 1998 года компания Эрика Шогрена испытывала заметный финансовый рост, в этом году компанией запущен новый проект New York Times — первый бар в городе, где стали исполнять джазовую музыку «вживую», в нём выступали известный чикагский блюзмен Джеймс Уиллер и группа Scorpions.
В то же время, несмотря на успех, с наступлением экономического кризиса, а также вследствие конфликта с партнёрами по бизнесу, компания испытала ряд неудач. Из-за высокой арендной платы закрылись два заведения в Новосибирске и одно — в Кемерове. Три других ресторана достались в управление бывшему партнёру, который к тому же, по мнению Эрика Шогрена, неправомерно использовал бренд пиццерии.
В 2003 году собственностью компании New York Pizza стал киноконцертный комплекс имени Владимира Маяковского.

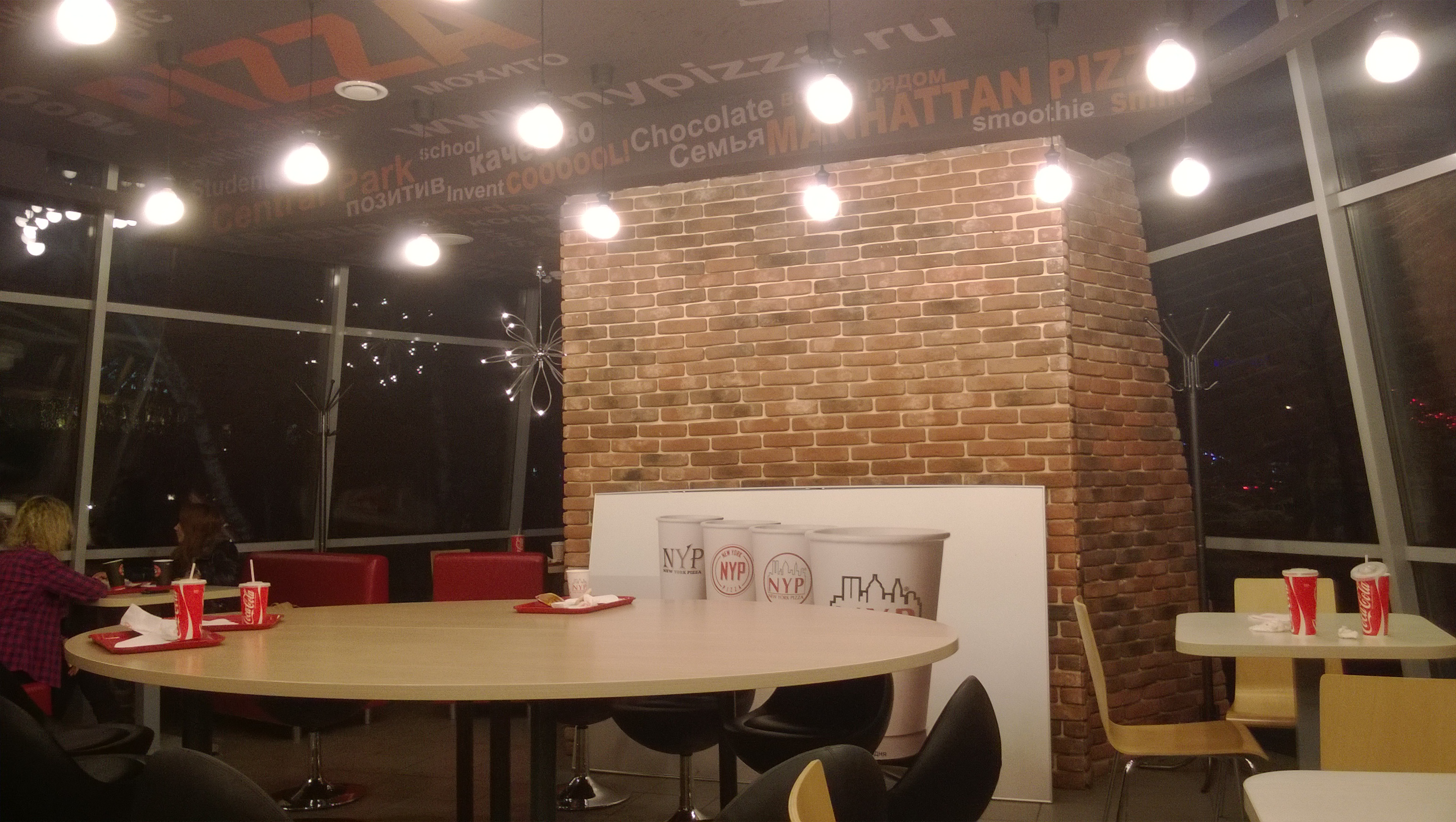
New York Pizza на Красном проспекте, 25/1.

В 2005 году состоялось открытие первого в Новосибирске детского ресторана New York Pizza с игровыми автоматами и аттракционами.
В феврале и апреле 2009 года сотрудниками компании были проведены несколько пикетов в связи с невыплатой зарплаты.
В феврале 2015 года появилась первая точка пиццерии в Москве, открытая в новом формате to-go в МФК «Кунцево-Плаза». В этом же году были открыты рестораны в московском ТРЦ «Авиапарк» и в люберецком ТРЦ «Светофор». В апреле 2015 года появилась третья барнаульская New York Pizza, а в августе открылась новая точка на фуд-корте ТРЦ «Галерея Новосибирск».
C 2017 года сеть ресторанов New York Pizza запускает новый формат заведений: изменился дизайн, появилась электронная очередь и детская зона. Объём инвестиций в открытие одной точки в компании оценивают в 10 млн рублей. Первый такой ресторан открыт в августе в Новосибирске по адресу ул. Выборная, 142/4. В ближайшие два года в Новосибирске планируется открыть порядка 6-7 ресторанов нового формата New York Pizza. Перспективными для открытия заведений компания считает Первомайский, Ленинский, Кировский и Октябрьский (МЖК) районы.

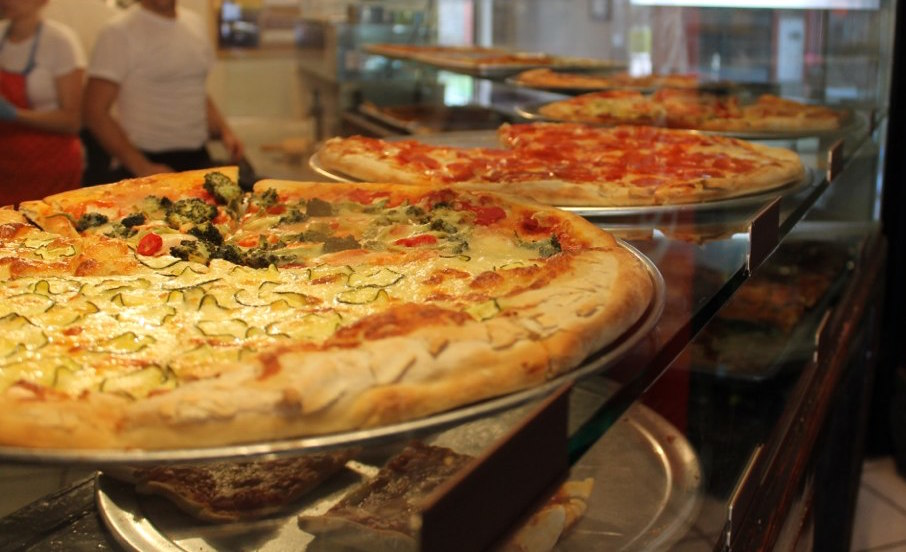
Пицца от New York Pizza

Упор в развитии сети перенесен на доставку готовой продукции. Доставляет New York Pizza не только продукцию пиццерий, но и десерты Kuzina.
1 сентября 2017 года из-за нарушения франчайзи-партнёрами договорённостей в работе (несоответствующие ингредиенты в приготовлении пиццы, нарушение в области маркетинговой политики) был расторгнут договор с пятью ресторанами, работавшими под брендом New York Pizza.

## Судебное дело
В 2009 году в отношении Эрика Шогрена и топ-менеджера компании Евгении Головковой было возбуждено уголовное дело. Их обвиняли в неуплате налогов на сумму 20 млн рублей . От следствия в суд Ленинского района Новосибирска поступило ходатайство об аресте Эрика Шогрена и Евгении Головковой, но суд принял решение отпустить обвиняемых под залог. Судебный процесс многократно прекращался и начинался вновь. И в 2014 году по истечении срока давности уголовное преследование в отношении руководителей компании было прекращено.

## Галерея

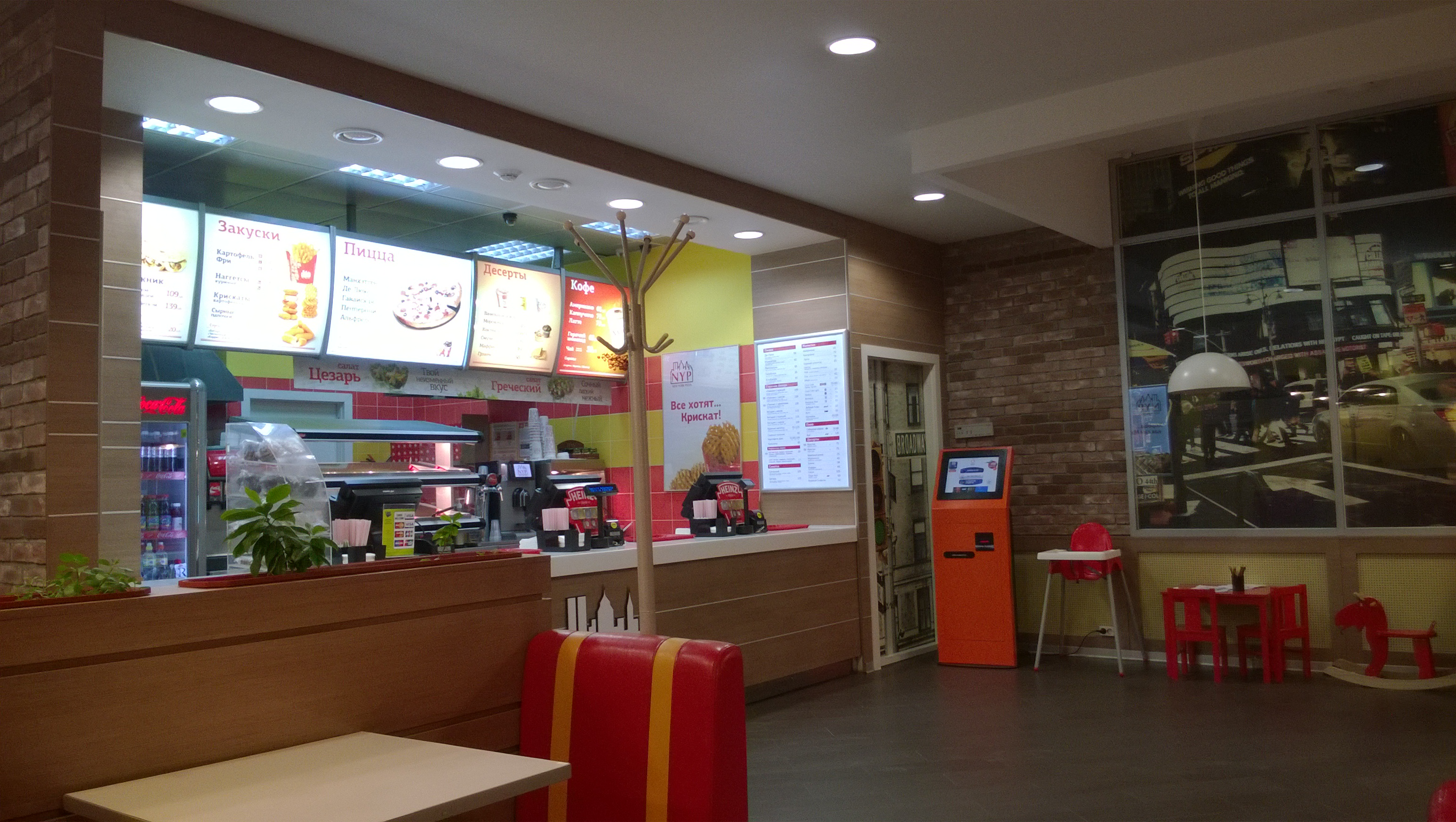
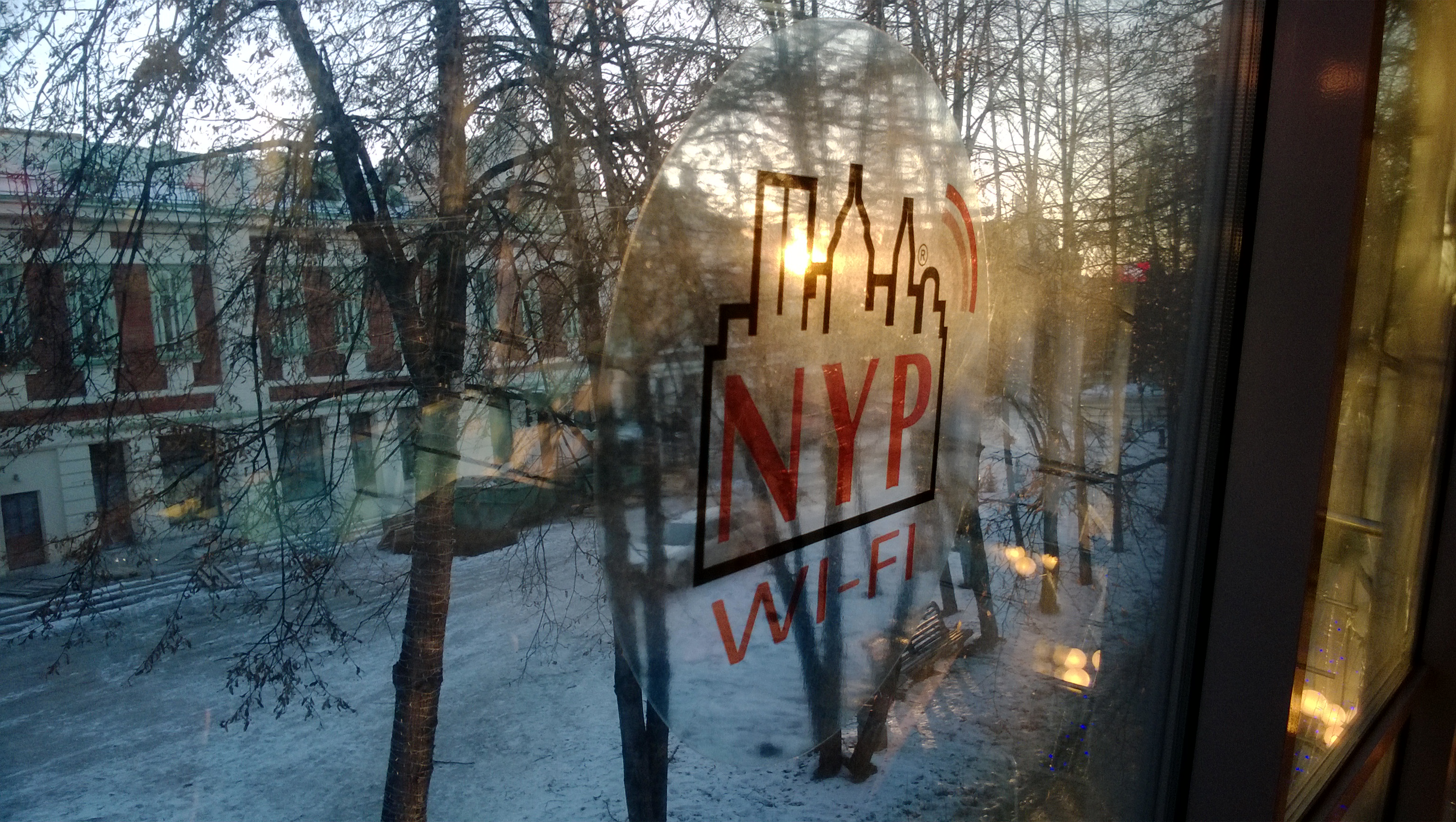
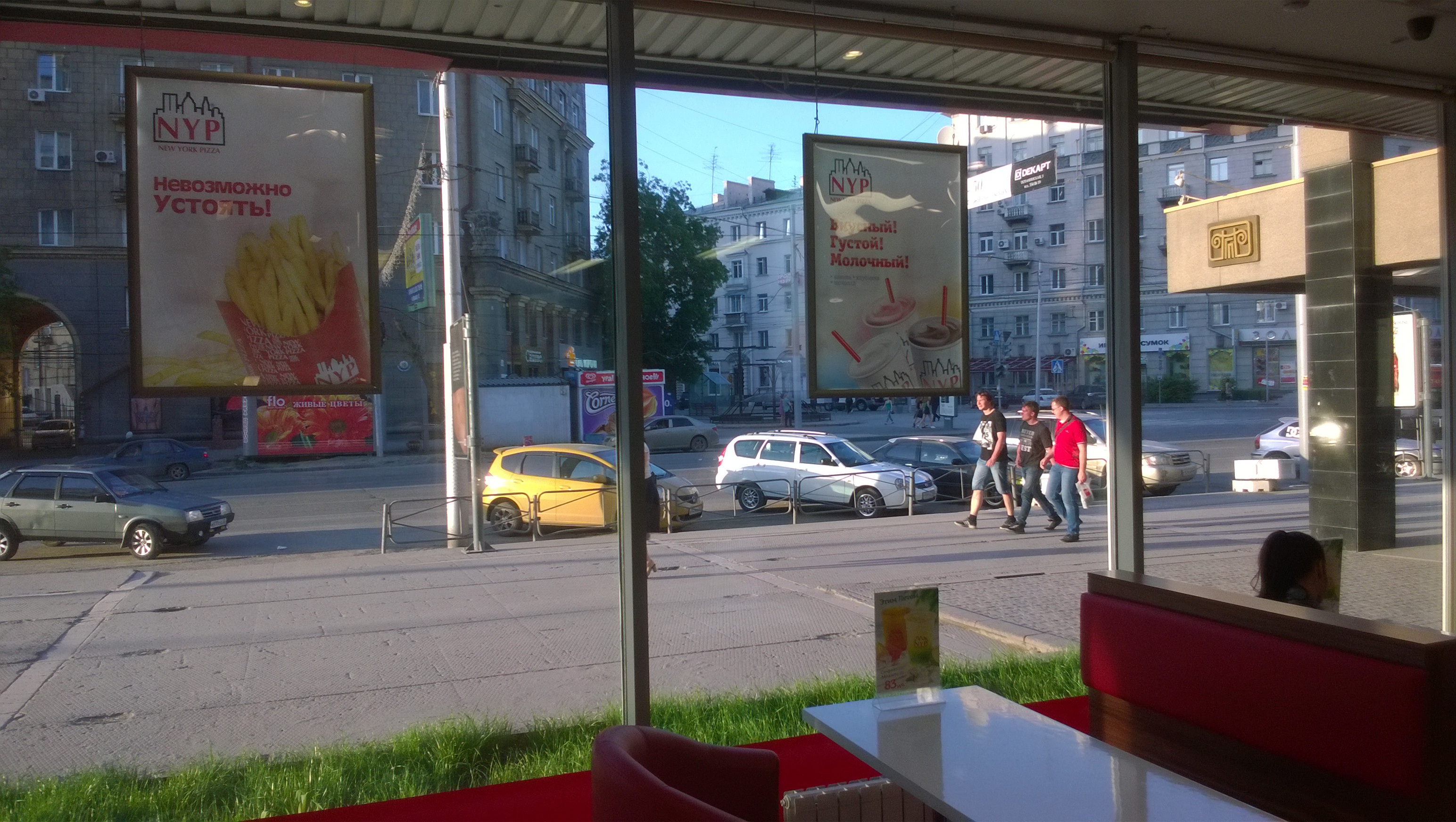
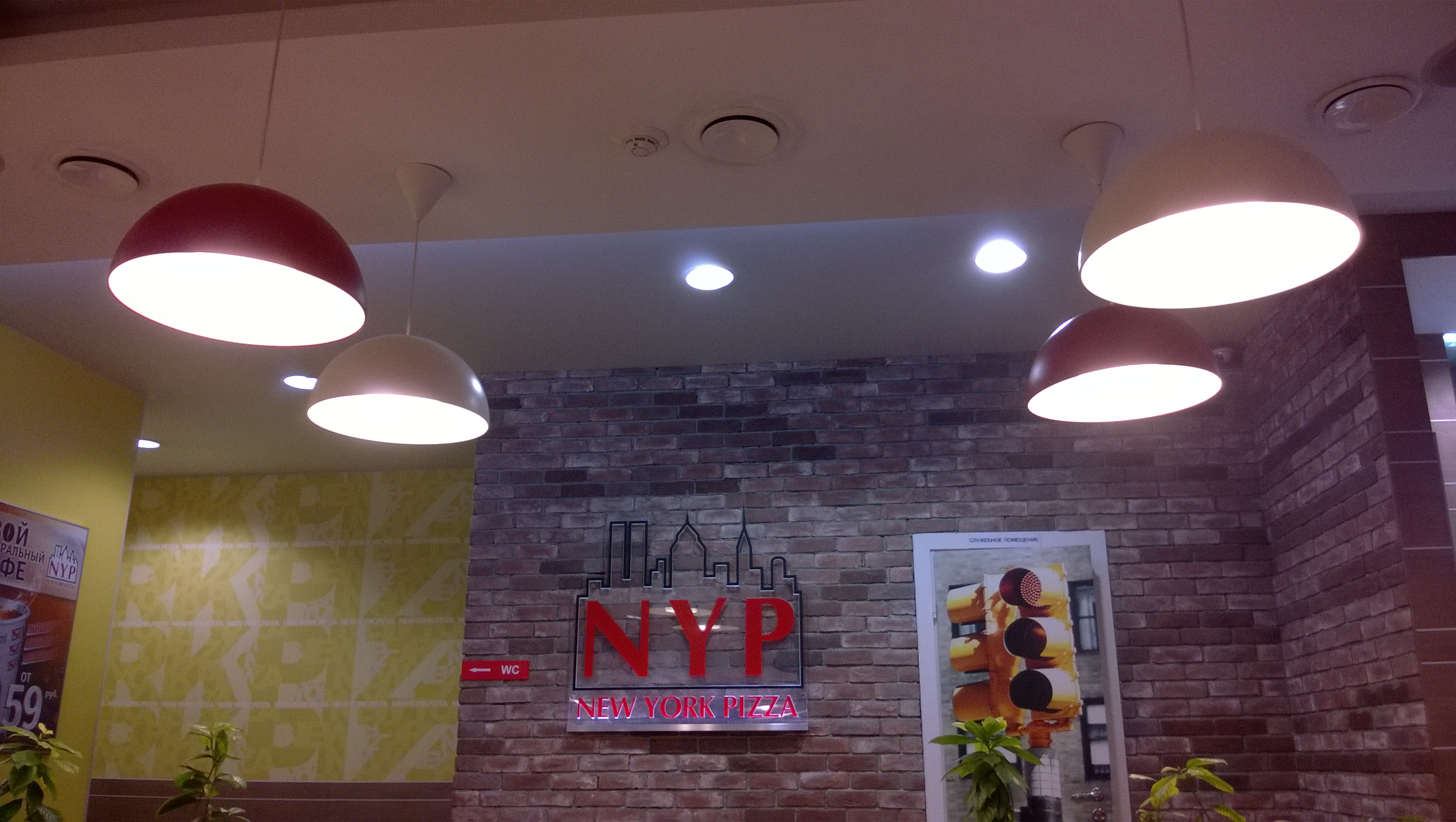
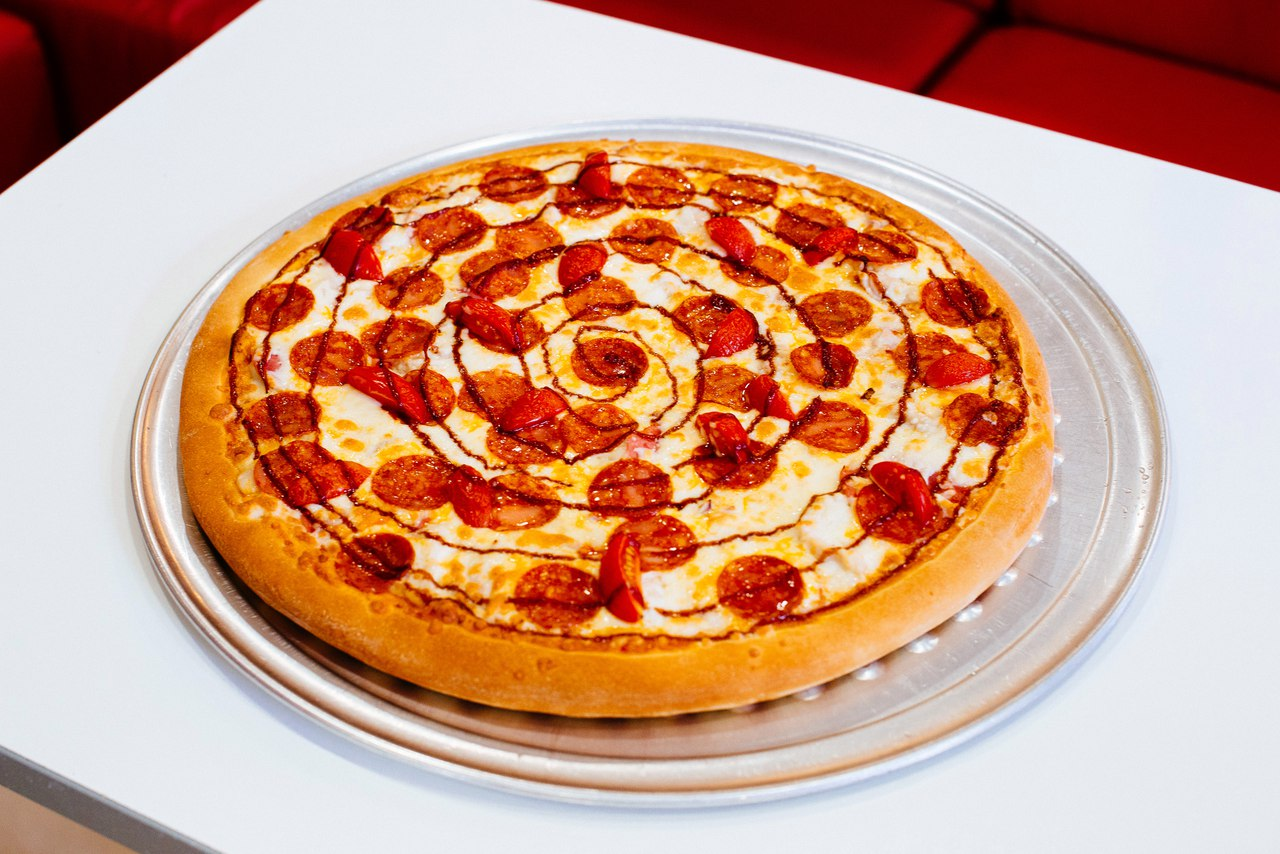
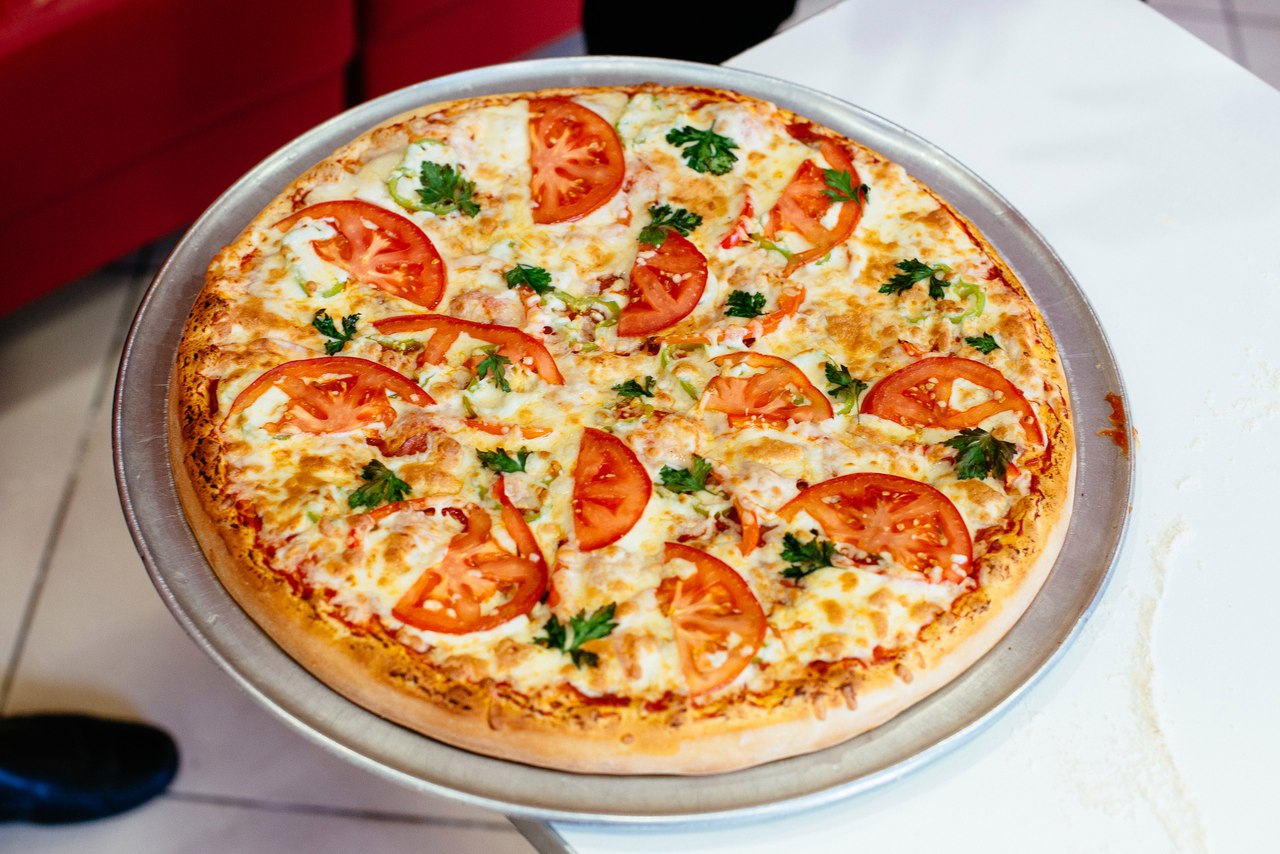
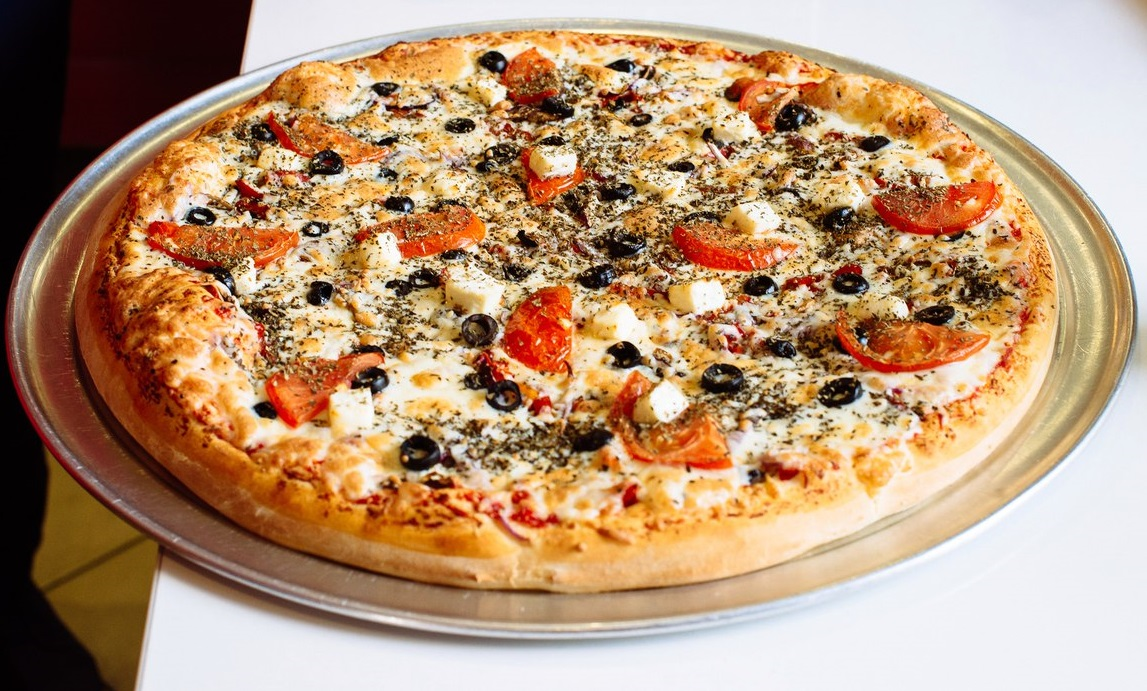